# فرودگاه ایالتی هاروارد
فرودگاه ایالتی هاروارد (به انگلیسی: Harvard State Airport) یک فرودگاه همگانی بهره‌برداری هوایی است که یک باند فرود چمن دارد و طول باند آن ۱۱۸۹ متر است. این فرودگاه در کشور ایالات متحده آمریکا قرار دارد و در ارتفاع ۵۵۳ متری از سطح دریا واقع شده‌است.